# Enrique Camarena Salazar
Enrique Camarena Salazar (Mexicali, Baja California, 26 de julio de 1947-Guadalajara, Jalisco, 9 de febrero de 1985) conocido como Enrique «Kiki» Camarena Salazar, fue un agente encubierto mexicanoestadounidense, perteneciente a la Administración para el Control de Drogas (DEA).

## Biografía y carrera

### Inicios en la milicia

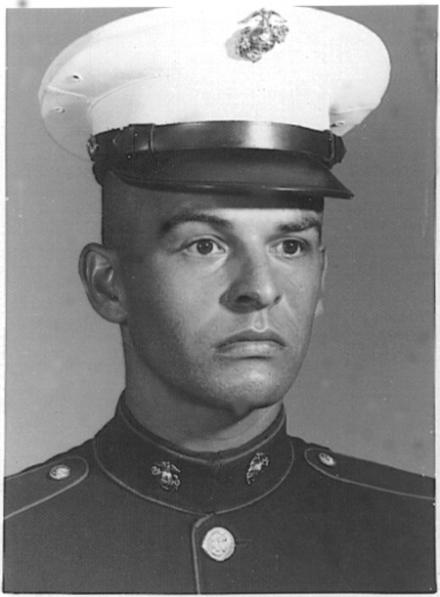
Camarena vistiendo un uniforme de gala del Cuerpo de Marines de los Estados Unidos, c. 1973.

En 1973, Enrique Camarena se unió al Cuerpo de Marines de los Estados Unidos, donde trabajó durante dos años. Luego se unió a la DEA en Calexico, oficina de California. En 1981 fue asignado a la agencia de Guadalajara en México. Camarena también había trabajado como bombero y policía investigador antes de unirse a la DEA en Calexico. 

### Infiltración en el Cártel de Guadalajara
Para 1981 se había infiltrado dentro del Cártel de Guadalajara como agricultor, en parte gracias a su herencia latina y destacándose en el grupo criminal facilitando la seguridad de la misma en los estados del Pacífico mexicano. Su trabajo ayudó a romper varios grupos delictivos con éxito. Se las arregló para mantener su cara fuera de los periódicos y otros medios de comunicación.

### Operación Rancho Búfalo
En 1984, 450 soldados mexicanos, apoyados por helicópteros destruyeron una plantación de marihuana de 1000 hectáreas conocida como Rancho Búfalo, propiedad de Rafael Caro Quintero, donde trabajaban más de 3,000 personas en el cultivo de marihuana; la producción anual se valoraba en más de ocho mil millones de dólares, por lo que fue la segunda operación antidrogas más grande hecha por la DEA después de que, ese mismo año, se desarrollara en las selvas de Colombia la operación que terminó con la desmantelación del complejo de laboratorios Tranquilandia, en la que se incautaron 13,8 toneladas métricas de cocaína propiedad de Gonzalo Rodríguez Gacha y Pablo Escobar Gaviria, socios internacionales del cartel mexicano.

## Secuestro, tortura y asesinato

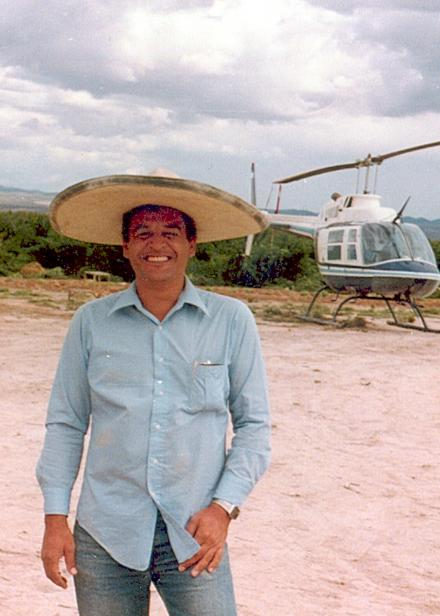
Camarena, c. 1980.

Según la versión oficial, los capos se indignaron por el operativo en su contra y fue entonces cuando Rafael Caro Quintero ordenó el secuestro de Enrique Camarena. Sin embargo en julio de 2020 el documental de investigación The Last Narc que incluía entrevistas a los investigadores de la DEA en el asesinato y al fiscal de Los Ángeles que participó en el caso, destapó que en realidad el secuestro y asesinato de  Camarena fue una decisión múltiple en la que además de los narcos, participó el agente de la CIA Félix Ismael Rodríguez, miembros del Gobierno mexicano y un agente o encargado de la DEA que trabajaba con Camarena en esos momentos. El secuestro tuvo lugar el 8 de febrero de 1985, el cual fue realizado a plena luz del día por agentes de policía corruptos adscritos a la Dirección Federal de Seguridad gracias a la información facilitada por alguien de la propia DEA. Camarena fue interrogado por los narcos y el agente de la CIA Félix Rodríguez Mendigutía y torturado durante las 36 horas de interrogatorio. Le rompieron huesos, todos los dientes, lo quemaron y lo violaron analmente con un palo. En un momento de los interrogatorios, que fueron grabados en cinta de audio, llamaban a un médico para que reanimara a Camarena cuando este se desmayaba, y poder seguir con las torturas y las preguntas. Cuando finalmente Camarena entró en coma se le dio muerte golpeándole con una barra de acero en la cabeza.  Su cuerpo fue encontrado el 5 de marzo en una zona rural de La Angostura, un pueblecito en el estado de Michoacán (México).
El 2 de mayo de 2019, fue capturado Ezequiel 'N', quien fuera uno de los participantes en el secuestro y tortura del agente encubierto de la DEA, detenido por autoridades del estado de Baja California.

### Consecuencias
La tortura y el asesinato de Camarena provocó una rápida reacción de la DEA y puso en marcha la “Operación Leyenda”, la mayor investigación de la DEA. Una unidad especial fue enviada para coordinar la investigación en México —donde los funcionarios corruptos estaban implicados—. Los investigadores pronto identificaron a Miguel Ángel Félix Gallardo y sus dos colaboradores más cercanos: Ernesto Fonseca Carrillo y Rafael Caro Quintero, como los principales sospechosos en el secuestro. Bajo una enorme presión de los Estados Unidos sobre el gobierno del entonces presidente de México, Miguel de la Madrid (1982-1988), Fonseca y Quintero fueron detenidos rápidamente. En 1989, durante el primer año del gobierno del entonces presidente Carlos Salinas de Gortari, fueron detenidos el propio Félix Gallardo y el cuñado del expresidente Luis Echeverría Álvarez, Rubén Zuno Arce, quien fue acusado de la muerte de Camarena al descubrirse que era socio financiero del Cártel de Guadalajara y, además, que la casa en la calle Lope de Vega en Guadalajara donde se torturó a Camarena, había sido de su propiedad. Asimismo, fue también arrestado por cazarrecompensas pagados por la DEA e involucrado en este caso, el médico Humberto Álvarez Machain, quien fuera acusado en declaraciones de agentes de la Dirección Federal de Seguridad que participaron en el hecho, de prolongarle la vida a Camarena y a su piloto Alfredo Zavala Avelar por orden de Caro Quintero, para poder continuar torturándolos. Tanto Zuno Arce como Machaín fueron finalmente absueltos. En el caso de Zuno Arce gracias al testimonio de un testigo sorpresa: el superior de Camarena en la oficina en Guadalajara de la DEA, quien aseguró que Arce no tenía nada que ver con el narcotráfico a pesar de que sus vínculos eran de sobra conocidos tanto por la propia DEA como por la fiscalía. datos reales.

### Participación de la CIA en el caso
En octubre de 2013 tres exagentes federales estadounidenses adscritos a la CIA y la DEA revelaron al semanario mexicano Proceso y a la cadena estadounidense Fox News que el agente de la DEA Enrique "Kiki" Camarena no habría sido asesinado en 1985 por órdenes de los jefes del narcotráfico en México durante el decenio de 1980, Rafael Caro Quintero y Ernesto "Don Neto" Fonseca, por cuyo delito han purgado largas sentencias, sino por Félix Ismael Rodríguez cuando fungía como agente de la CIA. El motivo del crimen fue que el agente de la DEA descubrió que el gobierno de Estados Unidos colaboraba con el narco mexicano en la importación y trasiego de drogas de Colombia a Estados Unidos vía México, con el fin de destinar las ganancias al patrocinio de los Contras en Nicaragua en su guerra contra el gobierno sandinista. Phil Jordan, exdirector del Centro de Inteligencia de El Paso (EPIC); Héctor Berrellez, exagente de la administración antidrogas de Estados Unidos que dirigió la operación Leyenda para esclarecer el asesinato (DEA), y Tosh Plumlee, expiloto de la Agencia Central de Inteligencia (CIA), aseguran tener las pruebas de que el propio gobierno estadounidense ordenó la ejecución de Camarena, además señalan a Rodríguez como el ejecutor.
En julio de 2020 se estrena la docuserie The Last Narc (El último infiltrado) donde participan entre otros altos cargos de la DEA, el propio Héctor Berrellez, la viuda de Camarena y tres ex policías y antiguos guardaespaldas de Ernesto Fonseca. El documental explica los detalles de las torturas y del interrogatorio, incluyendo algunas de las preguntas que Félix Ismael Rodríguez realizó a Camarena en relación con la asociación a la que la CIA había llegado con el cartel de Guadalajara para traficar con cocaína y crack en Estados Unidos, con el objetivo de financiar a las contras nicaragüenses.

## Honores
La calle Enrique Camarena está en Ciudad Victoria, Tamaulipas (Colonia Tecnológico).
La biblioteca pública, una escuela y una calle de Calexico (California), Estados Unidos llevan el nombre de Enrique "Kiki" Camarena.
Una escuela secundaria, Enrique Camarena Junior High School del Distrito Escolar Unificado de Calexico, abrió en 2006. Una escuela primaria, Enrique Camarena Elementary School en Mission (Texas) del Distrito Escolar Independiente de La Joya, abrió en 2006.

## En otros medios
"Kiki" Camarena aparece como personaje principal de la primera temporada de la serie Narcos: Mexico, interpretado por Michael Peña. Así mismo, apareció como cameo en la temporada 1 de la serie de Netflix Narcos antes de aparecer en Narcos: México.
En 1990, la miniserie estadounidense Drug Wars: The Camarena Story cuenta su historia.